# Peder Moos
Peder Moos (27. januar 1906, Sønderborg – 1. april 1991 i Bredebro, Tønder) var en dansk møbeldesigner og snedker, som selv byggede næsten alle sine møbler. 
Peder Moos gik på Askov Højskole, inden han kom i lære som snedker, først i Jylland, senere i København. Fra 1926 til 1929 arbejdede han i Paris, Génève og Lausanne. I 1935 åbnede han møbelsnedkeri i Bredgade i København, som han drev i 20 år. Han tog timer på Kunstakademiet, hvor han læste hos Einar Utzon-Franck og Kaare Klint.
Moos designede en seng, der kunne skubbes ind og ud af hans vindue, så han kunne sove ude i den friske luft. Han havde nogle meget specielle arbejdsmetoder, hvor han selv fandt det træ, han skulle bruge og byggede møblerne, inden han lavede tegningerne. Hans møbler, der blev udført efter ordre, var særdeles specielle og elegante. Hans stil kan godt henlede tanken på Art Nouveau, men den er helt hans egen. Han arbejdede næsten udelukkende i træ og sleb hvert stykke mange gange med meget fint sandpapir og vaskede dem ned hver gang. Dette resulterede i en eksklusiv finish. I stedet for søm og skruer benyttede han dyvler og kiler i andre træsorter, hvilket skabte en særlig effekt, næsten som intarsia. Indtil 2014 antog man, at han kun havde skabt omkring 40 møbler, men så kontaktede det franske auktionshus Piasa hans familie, og det viste sig, at de havde yderligere 60 originale og hidtil ukendte møbler, som i september 2014 blev solgt på auktion til særdeles høje priser. Også i Danmark opnår hans møbler høje priser, når de en sjælden gang kommer på auktion.
Bortset fra et rullebord og et trekantet sofabord produceret hos Fritz Hansen, skabte Moos alle sine møbler selv. Hvis kunderne spurgte ham, hvad det ville koste, svarede han typisk: Hvis vi skal tænke på penge, bliver resultatet ikke så godt, som det burde. Lad os se, hvordan det går. Hvis du synes, det er for dyrt, så beholder jeg det og sælger det til nogen andre. Det skete mere end én gang, at kunder der først var gået, fordi de fandt et møbel for dyrt, vendte tilbage nogle uger senere og købte det alligevel.
I 1956 flyttede Moos til Fyn, hvor han underviste på Den danske Husflidshøjskole i Kerteminde. Han åbnede et værksted i Bredebro i Sønderjylland i 1962. Hans møbler har været udstillet i Stockholm, Haag og på MoMA i New York.   